# Armstorf
Armstorf község Németországban, Alsó-Szászországban, a Cuxhaveni járásban. Lakosainak száma 691 fő (2023. december 31.).

## Népesség
| Lakosok száma | 663  | 650  | 658  | 682  | 678  | 691  |
|               | 2016 | 2017 | 2019 | 2021 | 2022 | 2023 |